# Hypodessus titschacki
Hypodessus titschacki is een keversoort uit de familie waterroofkevers (Dytiscidae). De wetenschappelijke naam van de soort is voor het eerst geldig gepubliceerd in 1954 door Gschwendtner.